# Priština nemzetközi repülőtér
A Pristina nemzetközi repülőtér (hivatalos nevén: Prishtina Adem Jashari nemzetközi repülőtér) (IATA: PRN, ICAO: BKPR) Koszovó fővárosának, Pristinának a nemzetközi repülőtere, a várostól 15 km-re. Forgalma meghaladja az évi 1,6 millió utast. A Koszovói Köztársaság irányítása alatt áll, ez a légi utasok egyetlen belépési pontja Koszovóba. A repülőtér másodlagos bázisa a szlovéniai Adria Airwaysnek. A repülőteret Adem Jashariról nevezték el, aki a Koszovói Felszabadítási Hadserege vezetője volt.

## Története

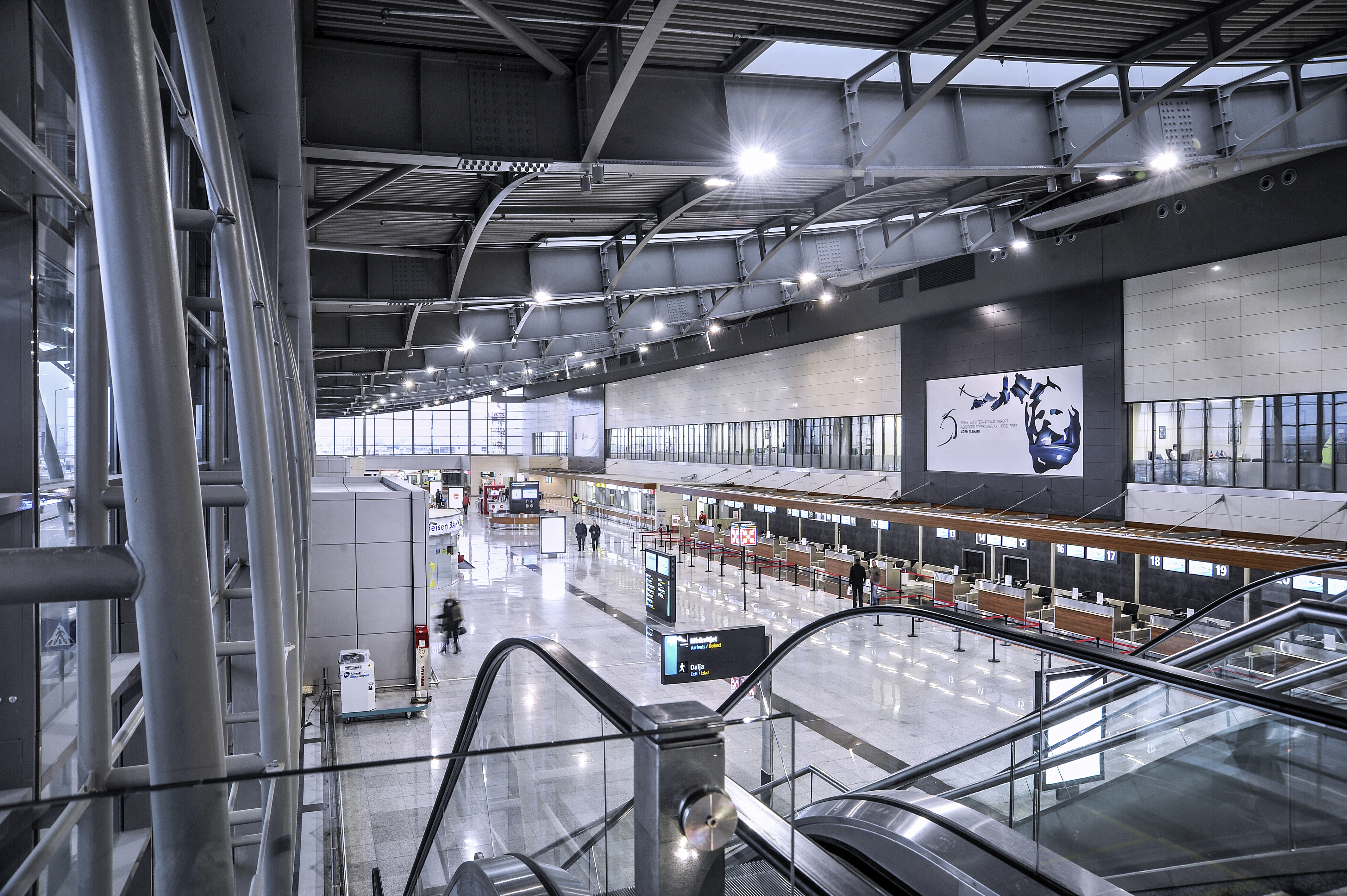
Utasfelvételi "check-in" pultok

A prištinai nemzetközi repülőteret a jugoszláv kormány nyitotta meg hivatalosan, 1965-ben. 
A repülőteret az 1970-es években hozták létre katonai felhasználásra, az 1990-es években megnyitották belgrádi járatok teljesítésére. Az 1990-es években a repülőtér megkezdte a nemzetközi járatok működtetését, elsősorban Svájcba és Németországba.
A repülőtéri előteret és a terminált 2002-ben és 2009-ben is felújították és kibővítették. 2006 júniusában Priština nemzetközi repülőtér megkapta az "év legjobb repülőtere - 2006" díját a Repülőterek Nemzetközi Tanácsától (Airports Council International). 
2008. november 12-én a prištinai nemzetközi repülőtér - az első alkalom a történelmében - elérte az egymilliós éves utasforgalmat (nem beleszámítva a katonai forgalmat). 
A repülőteret 2010 májusában privatizálták. A Limak Holding-Aeroport de Lyon 20 évig működtetheti a repülőteret a szerződés szerint. Az utasforgalom tovább nőtt, 2010-ben már 1,3 millió utas használta a repülőteret. Egy új, 42 000 m2-es terminál épült, melyet 2013 októberben fejeztek be és az év novemberében adták hivatalosan át. 

## Létesítmények
Az utasok, akik ezt a repülőteret veszik igénybe, minden elvárható szolgáltatást megtalálnak és igénybe vehetnek, mint például  a "duty free" boltot. A repülőtéren van egy étterem és három bár, ahol kávé és sütemények fogyaszthatóak, valamint egy exkluzív váróterem a business class utasainak. A repülőtér 1750 jármű befogadására alkalmas parkolót üzemeltet.

## Légitársaságok és célállomások
| Légitársaság                  | Célállomások                                                                        |
| ----------------------------- | ----------------------------------------------------------------------------------- |
| Adria Airways                 | Frankfurt, Ljubljana, London-Luton (2016. június 19-től), München Szezonális: Malmö |
| Austrian Airlines             | Bécs                                                                                |
| Croatia Airlines              | Zágráb                                                                              |
| easyJet                       | Berlin-Schönefeld                                                                   |
| easyJet Switzerland           | Bázel/Mulhouse, Genf                                                                |
| Edelweiss Air                 | Zürich                                                                              |
| Germania                      | Bázel/Mulhouse, Bergamo, Düsseldorf, London-Gatwick, München, Verona                |
| Germania Flug                 | Genf, Zürich                                                                        |
| Eurowings                     | Berlin-Tegel, Düsseldorf, Hamburg, Hannover, Stuttgart                              |
| Jetairfly                     | Brüsszel                                                                            |
| Norwegian                     | Oslo-Gardermoen Szezonális: Göteborg                                                |
| Pegasus Airlines              | Isztambul-Sabiha Gökçen                                                             |
| Scandinavian Airlines         | Koppenhága Szezonális: Göteborg                                                     |
| Swiss International Air Lines | Genf                                                                                |
| Turkish Airlines              | Isztambul-Atatürk                                                                   |

## Statisztika
| Év   | Utasforgalom | Változás | Gépmozgás | Változás |
| ---- | ------------ | -------- | --------- | -------- |
| 2000 | 396 717      |          | 2 176     |          |
| 2001 | 403 408      | 1,687%   | 3 902     | 79,32%   |
| 2002 | 844 098      | 109,242% | 4 171     | 6,894%   |
| 2003 | 835 036      | 1,074%   | 4 163     | 0,192%   |
| 2004 | 910 797      | 9,073%   | 4 716     | 13,284%  |
| 2005 | 930 346      | 2,146%   | 4 983     | 5,662%   |
| 2006 | 882 731      | 5,118%   | 4 077     | 18,182%  |
| 2007 | 990 259      | 12,181%  | 4 316     | 5,862%   |
| 2008 | 1 130 639    | 14,176%  | 4 928     | 14,18%   |
| 2009 | 1 191 978    | 5,425%   | 5 709     | 15,848%  |
| 2010 | 1 305 532    | 9,527%   | 6 143     | 7,602%   |
| 2011 | 1 422 302    | 8,944%   | 6 738     | 9,704%   |
| 2012 | 1 527 134    | 7,371%   | 6 947     | 3,102%   |
| 2013 | 1 628 678    | 6,649%   | 7 305     | 5,153%   |
| 2014 | 1 404 775    | 13,747%  | 5 994     | 17,946%  |
| 2015 | 1 549 198    | 10,3%    | 6 334     | 5,7%     |

## Megközelíthetőség

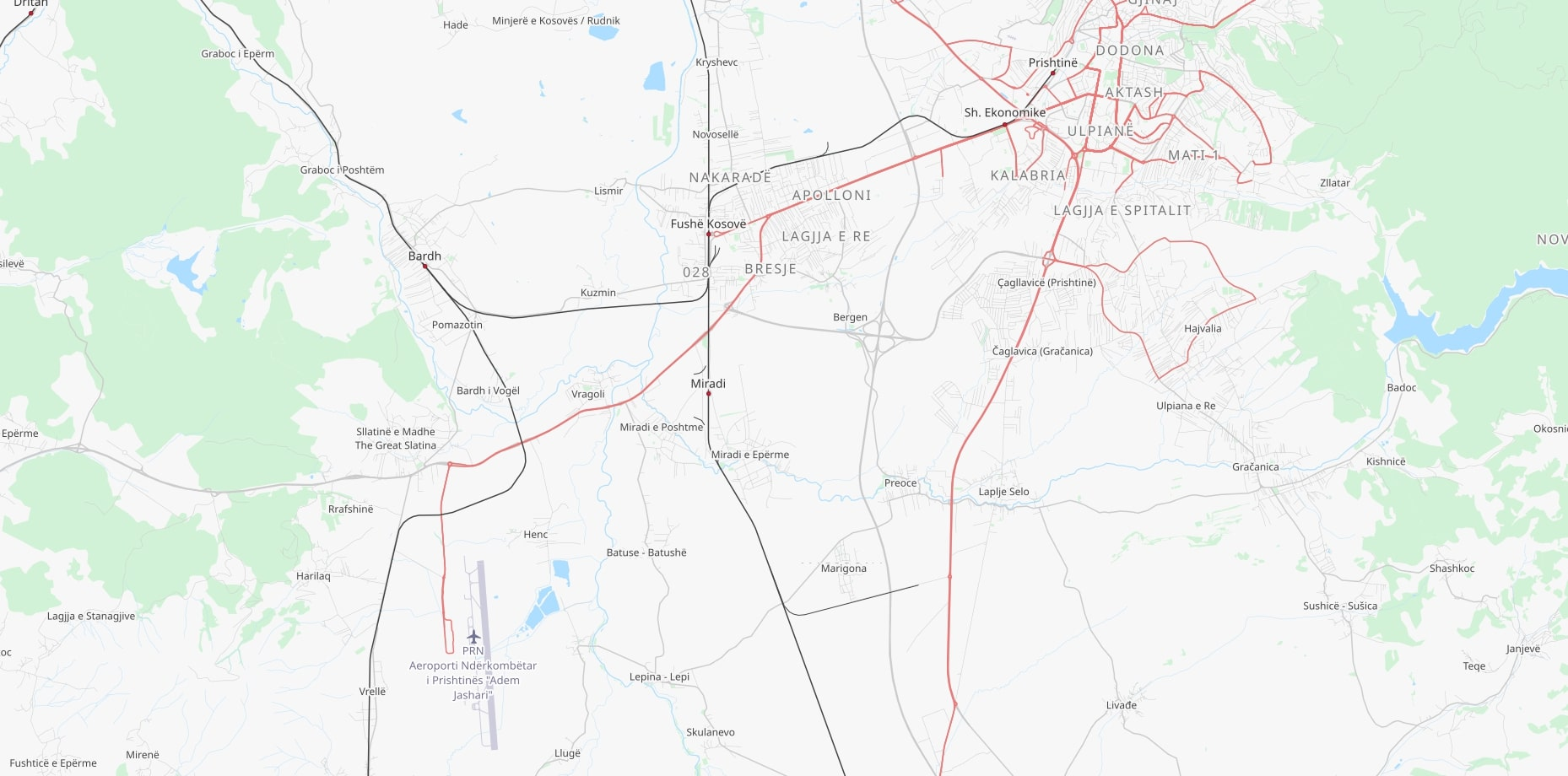
Pristina Nemzetközi Repülőtér

A Priština "Adem Jashari" nemzetközi repülőtér 15 km-re délnyugatra található Prištinától és 3 km-re délre Slatinától. Reptéri buszok a nap 24 órájában rendelkezésre állnak, és kétóránként közlekednek.